# Iwan Iwanowitsch Melissino

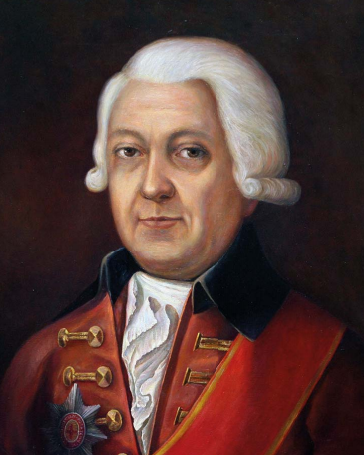
Iwan Iwanowitsch Melissino (Galerie der Rektoren, Lomonossow-Universität Moskau)

Iwan Iwanowitsch Melissino (russisch Иван Иванович Мелиссино; * 1718 in Riga; † 23. Märzjul. / 3. April 1795greg. in Moskau) war ein russischer Staatsbeamter und zweiter Direktor der Universität Moskau.

## Leben
Melissino stammte aus einer alten griechischen Familie, die mit byzantinischen Kaisern verwandt war. Melissinos Vater Iwan Afanassjewitsch Melissino war in russische Dienste getreten. Melissino erhielt seine erste Ausbildung im Ersten St. Petersburger Kadettenkorps (1732–1740) zusammen mit Alexander Petrowitsch Sumarokow.
1746 trat Melissino in den Staatsdienst in der Kanzlei des Generalgouvernements Reval. Er arbeitete dann in St. Petersburg in der Kommission für die Revision der Kunstkammer und der Bibliothek der Akademie der Wissenschaften.
1753 machte Melissino in Riga die Bekanntschaft der Fürstin Praskowja Wladimirowna Dolgorukowa (1735–1824), Tochter des Rigaer Gouverneurs Wladimir P. Dolgorukow und Schwester des Generals Juri Wladimirowitsch Dolgorukow, die sich in Melissino verliebte und ihn heiraten wollte. Ihr Vater war strikt dagegen und verbot ihr, ihn wiederzusehen. Praskowja Wladimirowna schlug Melissino vor, ihre Freundin zu heiraten, was er 1754 tat.
1757 wurde Melissino auf Vorschlag des Kurators Iwan Iwanowitsch Schuwalow Direktor der Universität Moskau als Nachfolger des verstorbenen Alexei Michailowitsch Argamakow. Nach Analyse der in Unordnung geratenen Finanzsituation der Universität stellte er eine unzureichende Finanzausstattung fest und bat den Kurator Schuwalow um schnelle Hilfe. Er initiierte die Einrichtung einer Universitätskirche. Er kümmerte sich um das Leben der Studenten und Universitätsgymnasiumsschüler und schlug die Einrichtung eines Universitätskrankenhauses vor. Im Sommer 1757 und im Winter 1759–1760 stellte er in St. Petersburg die besten  Universitätsgymnasiumsschüler, unter ihnen Grigori Alexandrowitsch Potjomkin und Dennis von Wiesen, den Gründern der Universität Moskau Kaiserin Elisabeth, Kurator Schuwolow und Michail Wassiljewitsch Lomonossow vor. Er kümmerte sich um die Ausstattung der Universitätsdruckerei und kaufte Bücher für die Universitätsbibliothek.
1759 wurde Melissino Witwer. Praskowja Wladimirowna floh aus dem Haus ihres Vaters und heiratete 1760 Melissino, worauf ihr Vater sie enterbte. Nach dem Tode ihres Vaters 1761 wies ihr Bruder ihr ein Landgut zu, so dass sie nun versorgt war. Die Ehe blieb kinderlos.
1760–1762 wirkte Melissino an der Beratung der neuen Universitätssatzung mit. 1763 wurde Melissino als Direktor der Universität Moskau abberufen, und sein Nachfolger wurde Michail Matwejewitsch Cheraskow.
1763 wurde Melissino Ober-Prokurator des Heiligsten regierenden Synods in St. Petersburg im Range eines Wirklichen Staatsrats (IV. Rangklasse) als Nachfolger von Fürst Alexei Semjonowitsch Koslowski. Zu seinem Ersten Assistenten wurde der Kammerjunker (V. Rangklasse) Grigori Alexandrowitsch Potjomkin ernannt. Für die von Katharina II. beabsichtigte Kirchenreform machte Melissino Vorschläge für eine verstärkte Säkularisierung. Im protestantischen Sinne schlug er insbesondere die Abschaffung von Ämtern, der Anbetung von Ikonen und Reliquien und der Sterbesakramente, die Kürzung von Gottesdiensten, die Schließung der Klöster, die Vereinfachung der Scheidung, die Aufhebung des bischöflichen Zölibats und das Tragen von Zivilkleidung für die Priester vor. Es gab einen langen Briefwechsel mit Katharina II. über diese Vorschläge, die kein Gehör bei ihr und dem Synod fanden. 1768 verlor Melissino das Ober-Prokurator-Amt. Sein Nachfolger wurde Pjotr Petrowitsch Tschebyschow.
1768 wurde Melissino Ehrenkurator des von Iwan Iwanowitsch Bezkoi 1764 gegründeten Moskauer Waisenhauses, dessen Assistent er nun war. Auf Melissinos Wunsch ernannte ihn 1771 Katharina II. zum Kurator der Universität Moskau als Nachfolger von Wassili Jewdokimowitsch Adodurow. Er behielt dieses Amt bis zu seinem Tode. Melissino entwickelte die wissenschaftliche Arbeit im Bereich der russischen Sprache und Literatur. Dazu gründete er im Sommer 1771 die Gesellschaft Freie Russische Versammlung, deren Präsident er dann war. Auf ihren Sitzungen stellte er sein Programm zur Förderung der natürlichen Sprache vor. Auch betätigte er sich als Übersetzer. 1783 wurde er in die Russische Akademie gewählt. Zusammen mit anderen Moskauer Mitgliedern der Akademie arbeitete er an dem Akademie-Wörterbuch der russischen Sprache mit, für das er viele Dozenten und Studenten der Universität Moskau gewinnen konnte. Mit Melissinos Unterstützung wurde das Professorenkollegium der Universität Moskau durch Dmitri Sergejewitsch Anitschkow (1771), Chariton Andrejewitsch Tschebotarjow (1776), Iwan Andrejewitsch Sibirski (1778) und aus dem Ausland durch Christian Friedrich von Matthäi, Ignaz Josef Wetsch, Michail Iwanowitsch Skiada (alle 1776) und Ferenc Keresztúri (1778) vervollständigt.
1778 erhielt Melissino die Genehmigung, unter Beibehaltung des Kurator-Titels ins Ausland zu reisen. Sein Nachfolger als Moskauer Universitätskurator war Michail Matwejewitsch Cheraskow. Nach seiner Rückkehr 1782 nach Moskau drückte Melissino bald seine Unzufriedenheit über die Tätigkeit des Professors Johann Georg Schwarz und des Pächters der Universitätsdruckerei Nikolai Iwanowitsch Nowikow aus, durch die sich der Geist des Martinismus an der Universität Moskau ausbreitete. Melissino setzte die Entfernung des Professors Johann Georg Schwarz von der Universität durch und bekämpfte die Brüdergesellschaft von Schwarz und Nowikow, deren Tätigkeit zur Auflösung seiner Freien Russischen Versammlung geführt hatte. 1786 gründete er die Moskowskije Wedomosti. 1790 gründete er die Moskauer russische Ausgabe des seit 1780 in Hamburg erscheinenden Politischen Journals. Zu seinen letzten Tätigkeiten gehörte die Fertigstellung des Hauptgebäudes mit Hauskirche der Universität Moskau an der Mochowaja Uliza.
Nach dem Tode Melissinos baute seine Witwe Praskowja Wladimirowna als Denkmal für ihren Mann auf ihrem Landsitz im Dorf Konstantinowo bei Moskau die Mariä-Himmelfahrt-Kirche. Sie hatte 1772 den einjährigen Alexei Michailowitsch Puschkin aufgenommen und aufgezogen, nachdem sein Vater wegen vermuteter Beteiligung an Banknotenfälschungen seines Bruders nach Tobolsk verbannt worden war und ihm die Mutter gefolgt war.
Melissinos jüngerer Bruder war der General Pjotr Iwanowitsch Melissino.